# Vong Karvaj
Vong Karvaj (Hong Kong,17. jul, 1958) jeste filmski reditelj i scenarista. Karvaj je višestruko nagrađivani autorski reditelj prepoznatljiv po svojim visoko stilizovanim filmovima.

## Počeci
Rođen je u Šangaju, ali se sa svojim roditeljima preselio u Hong Kong kao dečak od 5 godina. Problem zbog nepoznavanja tamošnjeg jezika je prevazilazio provodeći sate u bioskopima sa svojom majkom i gledajući isključivo honkonšku produkciju. Nakon što je diplomirao na Hong Kong Polytechnic College na odseku za grafički dizajn 1980, uključio se na kurs koji je za interne potrebe pokrenula Television Broadcasts Limited (TVB) iz Hong Konga nakon kojeg je dobio stalno zaposlenje kao scenarista na istoj televiziji.Sredinom osamdesetih je radio kao scenarista i reditelj za dve producentske kuće čiji je vlasnik bio poznati honkonški glumac i producent Alan Tang. Tangu je njegov nostalgični stil bio blizak i odlučio je da producira njegov prvi dugometražni igrani film, "As Tears Go By" (1988). Širu prepoznatost, Vong je postigao sa svojim drugim filmom "Days of Being Wild" (1990) iako je Tang na ovom filmu izgubio milione dolara. Njih dvojica više nisu sarađivali. Potpisuje kao scenarista desetak filmova u periodu 1982—1987, i na njih pedesetak se ne potpisuje. Ovi filmovi koji pokrivaju široku paletu žanrova . Smatra da je njegov scenario za film Final Victory (最後勝利, 1986), mračna krimi drama reditelja Patrika Tema, najbolje što je napisao.

## Rediteljski rad

### Dugometražni igrani filmovi
Rediteljski debi je napravio 1988. sa As Tears Go By, koji je producirao Alan Tang. Krimi melodrama, žanr koji tada bio jako popularan. Film je pod jakim uticajem Skorsezeovog's Mean Streets (1974),ali sa jakim autorski pečatom Vonga koji se ogleda u prepoznatljivoj atmosferi i ekspresionističkoj paleti boja. Ovaj film je do sada njegov najveći komercijalni uspeh.
Njegov sledeći film, Days of Being Wild (1991), koji je takođe producirao Alan Tang, drama je o besciljnoj omladini ranih 60-tih, učvrstio je njegove zaštitne znake: eliptično opisana raspoloženja, širok raspon vizelnih elemenata ali i muzike, melanholične i reminscentne deonice i naročito likovi koji se ne snalaze u svom vremenu i prostoru.. Film je doživeo komercijalni krah ali se danas vodeća honkonška filmska kritika slaže da je ovo najbolji film iz ove kinemtografije ikada. Najčešće biva opsan ka Kantonski Buntovnik Bez Razloga.
Pokrenuo je i svoju vlastitu nezavisnu producentsku kuću, zove se Jet Tone Films Ltd. Njegov partner u ovom poslu je Džefri Lau, reditelj i producent iz Hong Konga kome su bliži komercijalniji pristupi filmu.
Tokom 90-tih prihvatio se režije nekoliko igranih filmova sa producentom Džetom Tonom, koji je pristao da to budu filmovi sa potpunim Vongovim autorskim pečatom. Najpre tu je Chungking Express (1994), koji prati priču dvojice usamljenih policajaca u Hong Kongu koji sreću misterioznu ženu i u koju se obojica zaljubljuju. Vong je ovaj film snimio želeći da se odmori od višestrukih neuspelih pokušaja da snimi Ashes of Time. Chungking Express ipak postaje jedan od njegovih najpopularnijh filmova., ako ne i najpopularniji. Za film Fallen Angels (1995), Vong je prvobitno želeo da bude treći deo Chungking Express-a, ali zbog propusta u radu na zvuku morao je bitno da ga premontira. U finalnoj verziji on funkcioniše kao samostalan film. Često je spominjan kao polu-nastavak filma Chungking Express. To je jedna neo-noar priča o razočaranom ubici koji pokušava da prevaziđe osećanja koja se javljaju između njega i njegove saučesnice, o ekscentričnoj skitnici koja očajnički traži njenog bivšeg partnera, i o nemom mladiću koji pokušava da nađe svoj način da skrene pažnju sveta na sebe. Radnja filma se dešava u honkonškim noćima. Nemi mladić radi u restoranu i žvi sa ocem za kojeg je vrlo vezan što su detalji iz rediteljeve rane mladosti.
Vongov četvrti film, Ashes of Time (1994), izašao je između Chungking Express i ''Fallen Angels. Akcioni film u kojem se borbe vode tradicionalnom kineskom mačevalačkom borilačkom veštinom vuksia; film je sniman u pustinji u unutrašnjosti Kine, sniman je više od godinu dana i jedan je od najvećih komercijalnih neuspeha honkonške kinamatografije.
Njegov prvi veliki međunarodni uspeh boi je 1997. na Filmskom festivalu u Kanu gde je osvojio Nagradu za Najbolju režiju za film Happy Together (1997).Film koji "pokazuje divne, vrlo bogate prikaze ljudi i situacija smeštenim u eklektični saundtrek na kojem se pojavljuju argentinski maestro tanga Astor Piacola, brazilski kantautor Kaetana Valosa i tada već pokojni Frenk Zapa. Film opisuje burni odnos gej para koji živi u tuđini kao prognanici u Buenos Airesu."
Iako je i scenarista, Vong jako često poseže za improvizacijom na koju stimuliše i ekipu radije nego da se čvrsto drži scenarija. Ova činjenica mu je često pravila probleme sa glumcima, sponzorima, ekipom ali i sa samim sobom.
Snimanje njegovog sledećeg filma In the Mood for Love (2000) moralo je da bude premešteno iz Pekinga u Makao pošto je Kineski Filmski Biro zahtevao da pregleda ceo scenario. Ovo je bio samo mali problem u borbi za realizaciju ovog filma koj je počela još 1997. Vong je, najpre, želeo da snimi dva filma. Više puta je menjao ime filma. Skupa sa scenama snimljenim u Bangkoku i Ankor Vatu, snimanje je trajalo nešto više od 15 meseci. Ovo je bio naročito težak zadatak za glavnu glumicu Megi Čeung čije lice i kosa su bili intenzivno tretirani svaki dan po pet sati,i koja se pojavljivala u drugačijem kostimu u svakoj sceni. Čuveno je njeno poređenje ovog snimanja sa prehladom koje nikako da se rešite. Snimanje je teklo bez zacrtanih rokova tek datum Kanskog festivala pritisnuo je Vonga da završi montiranje filma. Najpre je želeo da film nazove Secrets, ali je iz Kana odgovoren od toga i konačno ga nazvao In the Mood for Love po pesmi Brajana Ferija "I'm in the Mood for Love" koju je slušao u tom trenutku.
Vongov 2046 (2004), film o vraćanju izgubljenih sećanja, je treći iz trilogije koja je započela sa Days of Being Wild a nastavila se sa In the Mood for Love. Ekipa ovog filma, koja ga je znala po dugim snimanjima i nepoštovanju rokova, imala je internu šalu da je film dobio ime po godini završtka snimanja.
U 2006-oj, postao je prvi kineski reditelj koji je predsedavao Kanskim filmskim festivalom.
Njegov prvi film snimljen u celosti na engleskom jeziku je, My Blueberry Nights, koji je otvorio Kanski filmski festival 2007. kao jedan od 22 filma u takmičarskom programu. Popularna, američka kantautorka Nora Džons, ostvarila je u ovom filmu svoj glumački debi.
Vong Kar-Vai presedavao je žirijem Šangajskog filmskog festivala koji se održao 14. juna-22. juna, 2008.

### Kratki filmovi
Vong Kar-Vai je režirao više kratkih filmova, TV reklama, muzičkih spotova, i svi imaju njegov prepoznattljiv stil.

#### Reklame
Године 1996,snimio je spot wkw/tk/1996@7′55″hk.net za japanskog dizajnera Takea Kikučija, sa Tadanobu Asanoom i Karen Mok u glavnim ulogama; 1998 uradio je reklamu za kompaniju Motorola sa Tadanobuom and Faj Vong u glavnim ulogama; 2000, uradio je reklmamu za vino Suntime Wine sa Toni Leungom i Megi Čeung, i iste godine reklamu za JCDecaux, Un matin partout dans le monde, prikazujući svitanja u gradovima širom sveta, a snimke su pravili svetski poznati režiseri;2001 snimio je TV reklamu pod nazivom Dans la ville za francuskog mobilnog operatera Orange kao i kratki film The Hire: The Follow kao deo BMW films inicijative; 2002. je režirao La Rencontre, reklamni spot za Lakost sa Čang Čenom i Dajanaom MekMahon;2005 snima reklmau za Dior tačnije njihov parfem Capture Totale sa Šeron Stoun u glavnoj ulozi. 2006, u Pragu, režira reklmau za Lankom Pariz i njihov parfem Hypnôse Homme, glavne uloge igraju Klajv Oven i Daria Verbovi. 2007, ponovo u Pragu, snima set reklama za SoftBank, sa Bred Pitom u glavnoj ulozi. Takođe 2007. ponovo radi za Dior i njihov parfem Midnight Poison.U glavnoj ulozi se pojavljuje Eva Grin. U spotu se pojavljuje i bend Muse i njihova pesma "Space Dementia". 2007. je, takođe, režirao kratki film "There's Only One Sun", namenski za Filips Aurea HD Flat TV, sa Ameli Dure u glavnoj ulozi.

#### Muzički spotovi
Године 2000, Vong režira muzički spot za Toni Lengov duet sa Niki za pesmu iz filma In the Mood for Love. 2002. Vong je snimio spot za pesmu Six Days za DJ Shadow-a.

#### Kratki filmovi
Njegov kratki film Hua Yang De Nian Hua nastao je u montaži i sastoji se od odabranih kadrova iz starih kineskih klasika koji su smatrani izgubljenima sve do 90-tih. Muzika za ovaj film je preuzeta it Vongovog filma In The Mood For Love. Film je premijerno prikazana na Berlinalu.

## Filmografija kao režiser

### Dugometražni filmovi
| Godina | Naslov       | Kineski naslov       |
| ------ | ------------ | -------------------- |
| 1988   |              | 《旺角卡門》         |
| 1991   |              | 《阿飛正傳》         |
| 1994   |              | 《重慶森林》         |
| 1994   | 《東邪西毒》 |                      |
| 1995   |              | 《墮落天使》         |
| 1997   |              | 《春光乍洩》         |
| 2000   |              | 《花樣年華》         |
| 2004   |              | 《2046》             |
| 2007   |              | 《我的藍莓夜》       |
| 2008   |              | 《东邪西毒: 终极版》 |
| 2009   |              |                      |

### Kratkometražni filmovi
| Year | Title   | Chinese Title  |
| ---- | ------- | -------------- |
| 1996 |         |                |
| 2000 |         | 《花樣的年華》 |
| 2001 |         |                |
| 2002 |         |                |
| 2004 | segment |                |
| 2007 |         |                |
|      |         |                |

## Scenarista i producent
Kao što je već rečeno Vong je realizovao pre svog prvo filma ok šezdeset filmova. Tek njih desetak je i potpisao. Još uvek nije režirao film koji nije po njegovom scenariju, što i nije za očekivati zbog njegove izrazir sklonosti ka improvizaciji. Sa saradnicima je producent svih svojih filmova od 1993. naovamo, osim filma Ashes of Time, projekta koji je počeo znatno pre njegove afirmacije. Bio je i producent na filmovima koje nije režirao, neke od njih režirao je njegov partner u kompaniji, Džefri Lau. Evo spiska filmova koje Vong nije režirao ali je producirao i pisao scenario za njih:
Kao scenarista
.
Kao producent:
.

## Nagrade
- 1991 Filmska nagrada Hong Konga, Najbolji reditelj
- 1995 Filmska nagrada Hong Konga, Najbolji reditelj
- 1997 Filmski festival u Kanu, Najbolji reditelj
- 2000 Evropska filmska nagrada, 
- 2001 Nagrada Cezar, Najbolji Strani Film (In the Mood for Love)
- 2004 Evropska filmska nagrada, 

Шаблон:Start Шаблон:S-awards
|-
|-
|
| Hong Kong Film Award for Best Director 
1991
for Days of Being Wild 
| 
|-
|-
|-
|
| Hong Kong Film Award for Best Director 
1995
for Chungking Express 
| 
|-

|}

## Literatura
- Abbas, M. A. (1997). Hong Kong: Culture and the Politics of Disappearance. University of Minnesota Press. ISBN 978-0-8166-2925-1.
- Bordwell, David (2000). Planet Hong Kong: Popular Cinema and the Art of Entertainment. Cambridge, MA: Harvard University Press. ISBN 978-0-674-00214-2.
- Dannen, Fredric & Barry Long (1997). Hong Kong Babylon: The Insider's Guide to the Hollywood of the East. New York: Miramax. ISBN 978-0-7868-6267-2.
- Dissanayake, Wimal & Dorothy Wong (2003). Wong Kar Wai's Ashes of Time. Hong Kong: Hong Kong University Press. ISBN 978-962-209-585-4.
- Jean-Marc Lalanne (1997). Wong Kar Wai. Paris: Dis Voir. ISBN 978-2-906571-67-9.
- Stokes, Lisa Odham (1999). City on Fire: Hong Kong Cinema. Michael Hoover. London: Verso. ISBN 978-1-85984-203-4.
- Tambling, Jeremy (2003). Wong Kar Wai's Happy Together. Hong Kong: Hong Kong University Press. ISBN 978-962-209-589-2.

## Spoljašnje veze
Nezvanični sajtovi
- Chasing The Metaphysical Express
- What's This Wong Kar Wai?

Članci
- Robert M. Payne - Ways of seeing wild: the cinema of Wong Kar-wai
- Allan Cameron - Trajectories of identification: travel and global culture in the films of Wong Kar-wai
- Anthony Leong - Meditations on Loss: A Framework for the Films of Wong Kar-wai Архивирано на веб-сајту  (13. мај 2008)
- LA Weekly - Film Feature: Unforgettable Архивирано на веб-сајту  (23. новембар 2008)
- Senses of Cinema: Great Directors Critical Database - Wong Kar-wai
- TIMEasia - 2046: A Film Odyssey Архивирано на веб-сајту  (26. јул 2008)
- KINEMA - In the Mood for Love: Urban Alienation in Wong Kar Wai's Films
- Six "Hong Kongs" in search of a Negative Director: Wong Kar-Wai’s alter-Native cinema
- Wong Kar Wai to create exclusive film for Philips next generation Ambilight television

Intervjui
- Asia Studios Wong Kar-wai Exclusive Interview, by Khoi Lebinh and David Eng
- Guardian Unlimited Mood Music, by Jonathan Romney
- Indiewire Архивирано на веб-сајту  (9. мај 2008) The "Mood" of Wong Kar-wai; the Asian Master Does it Again, by Anthony Kaufman
- BOMB Magazine Interview by Liza Bear
- Onion AV Club Interview by Scott Tobias
- TIMEasia And The Winner Is.. by Stephen Short
- TIMEasia Архивирано на веб-сајту  (7. септембар 2008) "We love what we can't have, and we can't have what we love", by Bryan Walsh
- Urban Cinefile Audio Interview with Richard Kupier (RealMedia)
- At The Movies Interview

Ostalo
- Philips - There's Only One Sun (Flash)
- They Shoot Pictures, Don't They?
- Wong Kar-wai на веб-сајту  (језик: енглески)